# Estadio Facundo Ramírez Aguilar
El Estadio Facundo Ramírez Aguilar es un recinto deportivo ubicado en el distrito de Ventanilla, en la provincia constitucional del Callao. Es utilizado principalmente para la práctica del fútbol y sirve como recinto del club Deportivo Coopsol, equipo que participa en la Liga 2 2024.

## Importancia Deportiva
Este estadio se ha consolidado como uno de los principales espacios de reunión para los aficionados al fútbol en la región. Ha ganado reconocimiento por su participación en varias ediciones de la Copa Perú, en la Liga 2 y algunos partidos del Torneo de Reservas.